# Mila Sivacka
Mila Oleksiivna Sivacka (ukrajinski: Міла Олексіївна Сивацька; Kijev, Ukrajina, 3. prosinca 1998.) ukrajinska je filmska i televizijska glumica, poznata po ulozi Vasilise u ruskoj fantastičnoj trilogiji „Posljednji vitez”.
Kao dijete bavila se plesom. Godine 2011. sudjelovala je na ukrajinskom nacionalnom izboru za Dječju pjesmu Eurovizije kao dio djevojačkog benda. Godine 2012. sudjelovala je u ukrajinskom natjecanju „The Voice: Djeca”. Radila je kao fotomodel, pojavljivala se na naslovnicama dječjih časopisa i kataloga. Bila je voditeljica na televiziji „UA: Prvi”. U filmovima glumi od desete godine.
S 19 godina odigrala je jednu od glavnih uloga u ruskoj komediji-bajci „Posljednji vitez” (2017.), koja je nakon mjesec dana prikazivanja postala film s najvećom zaradom u povijesti ruske kinematografije.
U travnju 2022. godine joj je zbog kritika ruske invazije na Ukrajinu zabranjen ulazak na teritorij Ruske Federacije.

## Odabrana filmografija
- 2013. – '14. – „Muhtarov povratak” kao Angela (sezona 8); Daša (sezona 9)
- 2014. – „Synevyr” kao Ivanka
- 2017. – „Posljednji vitez” kao Vasilisa Mudra
- 2020. – „Posljednji ratnik: Korijen zla” kao Vasilisa Premudra
- 2020 – „Kozaci. Apsolutno lažna priča” kao Mariana
- 2021. – „Posljednji ratnik: Glasnik tame” kao Vasilisa Premudra